# Beuzeville-la-Grenier
Beuzeville-la-Grenier – miejscowość i gmina we Francji, w regionie Normandia, w departamencie Sekwana Nadmorska.
Według danych na rok 1990 gminę zamieszkiwały 1014 osoby, a gęstość zaludnienia wynosiła 164 osoby/km² (wśród 1421 gmin Górnej Normandii Beuzeville-la-Grenier plasuje się na 231. miejscu pod względem liczby ludności, natomiast pod względem powierzchni na miejscu 596.).